# Shahram Rostami
Shahram Rostami lyssna (fil)är en iransk brigadgeneral och flygvapenchef. Han var iransk stridspilot under Iran–Irak-kriget. Han var ett flygaräss, som tjänade under hela kriget.
Hans stora berömmelse kom som F-14 Tomcat-pilot. Han sköt ner sex irakiska flygplan: två MiG-25, ett MiG-21 och tre Mirage F1.